# Poecilium ermolenkoi
Poecilium ermolenkoi là một loài bọ cánh cứng trong họ Cerambycidae.